# Imadeddine Nassimi
Seyyid Ali Imadeddine Nassimi (en azéri : Seyid Əli İmadəddin Nəsimi, عمادالدین نسیمی ; en persan : عمادالدین نسیمی), né en 1369 à Chamakhi (Şamaxı) et mort en 1417 à Alep, est considéré comme le fondateur de la poésie d’expression azerbaïdjanaise ; son influence s'étend même à toute la poésie turcophone.
On sait peu de chose sur sa vie et on ne connaît pas son vrai nom avec certitude, Nassimi étant un nom de plume. Il serait né à Şamaxı ; en tout cas, c'est là que son frère est enterré. Le titre de « seyyid  » semble indiquer qu'il était un descendant de Mahomet.

## Le poète
Nassimi vécut à la charnière des XIVe et XVe siècles, une époque de rigorisme religieux et d'obscurantisme, alors que son pays se trouvait englobé dans l'empire mongol. Ce qui nous est parvenu de son œuvre nous montre à la fois un grand poète et quelqu'un qui croyait en l'homme et en l'amour. Son œuvre consiste en deux divans (recueils de poèmes), l'un en azéri, l'autre en persan, et quelques poèmes en arabe. Le divan azéri compte 250-300 ghazals et environ 150 quatrains.

### Mysticisme
Nassimi fut un représentant éminent du houroufisme, mouvement mystique apparu en Azerbaïdjan à la fin du XIVe siècle et dont le fondateur était Fazlallah Astarabadi Nāimī (1340-1394). Mais alors que ce dernier croyait être lui-même une manifestation de Dieu, Nassimi croyait que de Dieu, centre de l'univers, venait la lumière qui illuminait l'homme.

#### Houroufisme
Le houroufisme est un courant qui voit dans les lettres et les chiffres, et leurs associations, la clé de l'univers, du visage de l'homme et de Dieu lui-même.
Je suis les trente-deux caractères,

Je n’ai ni pair, ni féal, ni remplaçant.
Cet élément commun est tellement fort qu'il en résulte une unité de Dieu et de l'homme : « le Seigneur tout-puissant n’est autre que le fils de l’humanité ». S'adressant à l'homme, le poète dit :
Ô toi, dont le visage est reflet de la Substance éternelle,

En vérité, tu es Allah clément et miséricordieux.
Nassimi donne à l'homme tous les noms que le Coran donne à Dieu. Comme les autres religions monothéistes, l’Islam affirme qu’« il n’y a de Dieu qu’Allah », mais voici comment Nassimi s'exprime :
Chacun saura qu’il n’y a de

Dieu que nous

Le jour où nous dévoilerons notre face.
Voici un exemple particulièrement éloquent :
À la vue de cette lune, je me suis réjoui

J'ai fait de mes yeux une coupe pour son vin

Je suis allé à la Mecque en habit de pèlerin

J'ai appelé Fāʾ, Ḍād et Lām du nom de Vérité.
Dans le dernier vers, Fāʾ, Ḍād et Lām sont les lettres qui épellent le nom du fondateur du houroufisme, Fəzlullah. Nassimi rend donc hommage à son guide spirituel, et le compare même à Dieu, qui est la Vérité. Mais de plus cette façon d'utiliser les lettres expose un symbolisme où chaque lettre représente un aspect du caractère humain et où l'alphabet est un symbole de Dieu.

#### Amour et sagesse
Le mysticisme de Nassimi peut faire croire à un poète austère et désincarné. C'est tout le contraire : l'auteur de plusieurs centaines de ghazals — poèmes d'amour, poèmes érotiques — est un homme d'ouverture et de sagesse.
Nassimi convie l’homme à se connaître lui-même. Le savoir, la raison font en effet pour lui la force de l’homme :
Toi qui convoites le brillant et l’or,

convoite plutôt la science,

La science de l’Homme n’est-elle pas brillant et or ?
Et encore :
Ô Homme, ta force est dans la connaissance,

L’ignorance est le lot du djinn et du démon.
Et la sagesse du moment présent :
Laissons là, ô mon cœur les promesses, jouissons de l'instant.

Hier n'est plus, demain est indistinct, dans l'instant est la félicité.

### Poèmes à forme fixe
Nassimi fut le premier poète du groupe des langues turciques à pratiquer des genres déjà représentés dans la poésie classique arabe et perse : « ghazals (poèmes d'amour), rouba'is (quatrains), masnavis (distiques) et qasidas (odes) ».
Le ghazal est formé de sept à douze distiques, les rimes alternant en aa, ba, ca, da, etc. Le dernier distique comporte obligatoirement le nom de l’auteur. Ce poème glorifie l’amour, en décrit les tourments, en célèbre la joie :
Ta bien-aimée n’est plus, ô Nassimi ! prends ton ennui en patience,

Me plaindre et gémir étant le seul recours, pourquoi m’en soucierais-je ?
Quant au rouba'i, il s’agit d’une forme poétique proche du quatrain et présentant une proposition achevée. L'alternance des rimes est aaba ou aaaa :
Le temps s’est écoulé et les cycles ont fui

Mais mon unique objet, c’est bien toi mon amie.

Celui qui te convoite, je le connais assez,

Nuit et jour il séjourne au dernier Paradis.

## Le martyr

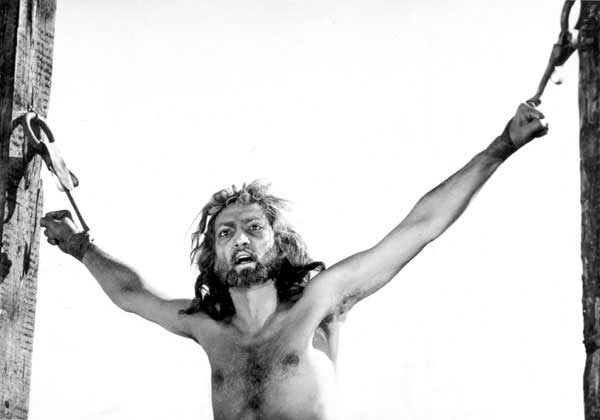
Le martyre de Imaddedine. Image du film Nesimi.

La légende rapporte qu'un jour, à Alep, un des élèves de Nassimi va par les rues déclamant un ghazal de son maître :
Ouvre l'œil à Dieu-Vérité si tu veux voir ma face

L'œil qui scrute son nombril, comment verrait-il le visage divin ?
On entend ces paroles, on les trouve hérétiques, on s'empare de lui et on veut qu'il dise qui est l'auteur du poème. Il affirme que le poème est de son cru, ce qui lui vaut d’être condamné séance tenante à la peine capitale. Informé de la chose, Nassimi accourt sur les lieux et réclame la mise en liberté de l’innocent, en revendiquant la paternité de l’œuvre. Les dignitaires rendent alors un nouveau verdict : Nassimi sera écorché vif. Le poète va au supplice avec dignité. Tandis que le sang coule déjà, un des bourreaux lui demande : « Toi qui dis être Dieu, pourquoi pâlis-tu tandis que ton sang fuit ? » Nassimi répond : « Je suis le soleil d’amour à l’horizon d’éternité. À l’instant où il se couche, il est dans l’ordre des choses que le soleil pâlisse ».
L'un des rares récits historiques des événements — le Tarih-i Heleb d'Akhmad ibn Ibrahim al-Halabi — raconte que les autorités judiciaires, qui étaient malikites, ne voulaient pas condamner Nassimi pour apostasie, et que l'ordre vint plutôt de l'émir, qui craignait une révolte populaire. 

## Postérité
L'héritage de Nassimi est d'abord en poésie : « La vigueur et l'audace exprimées dans les poèmes de Nassimi (exécuté en 1417) ont laissé leurs traces chez des poètes qui ont suivi, même si aucun d'eux n'a atteint sa grandeur d'âme et d'expression ». Entre autres, le chah Ismail Ier, qui écrivait dans la même langue que Nassimi, a chanté ses louanges.
À Alep, sa sépulture est toujours un lieu de pèlerinage et on chante encore aujourd'hui sur les paroles qu'il a écrites.
Le 600e anniversaire de la naissance de Nassimi a été célébré en 1973, par décision de l'UNESCO.
Il a reçu plusieurs hommages contemporains :
- Film Nesimi (en) d'Azerbaijanfilm Studio ;
- Timbre soviétique de 1973 (Michel 4161, Scott 4118) ;
- L'Institut de linguistique de l'Académie nationale des sciences de l'Azerbaïdjan a reçu le nom de Nassimi ;
- À Bakou, nom d'un raïon (subdivision administrative) et d'une station de métro ;
- Nom de rue à Ağcabədi, Khudat et Bakou, et de villages en Azerbaïdjan.

Du 27 au 30 septembre 2018 s'est tenu en Azerbaïdjan le festival de poésie, d'art et de spiritualité Nassimi, qui s'est ouvert à Chamakhi. Après quoi, l'Institut d'État des relations internationales de Moscou a installé un buste de Nassimi, inauguré lors de la cérémonie d'ouverture du festival éponyme qui s'est tenu les 19 et 20 novembre à Moscou.

### Année Nassimi
Le président Ilham Aliyev a déclaré 2019 année Nassimi en Azerbaïdjan.